# Albanski komitet u Janjini
Albanski komitet u Janjini (alb. Komiteti Shqiptar i Janinës) je organizacija osnovana u maju 1877. godine u Janjini (tada u Osmanskom carstvu) a koja je okupljala Albance u Janjini i okolini u cilju organizovane borbe za zaštitu njihovih nacionalnih prava.
Najznačajniju ulogu u osnivanju i aktivnostima Albanskog komiteta u Janjini su imali Mehmet Ali Vrioni iz Berata i Abdul Frašeri koji je bio jedan od šest poslanika iz Janjinskog vilajeta u prvom parlamentu Osmanskog carstva 1876-1877.